# Haus 5 (LVR-Klinik Düren)

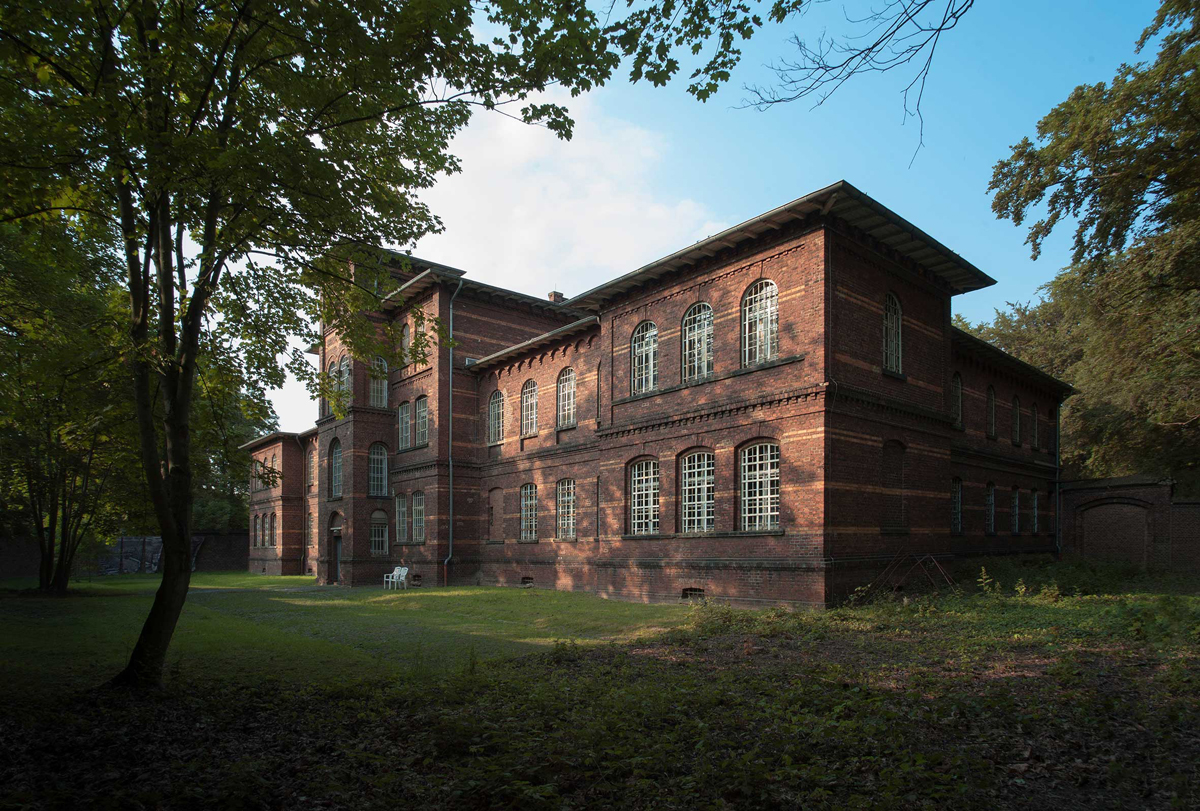
Haus 5 der LVR-Klinik, 2014

Das Haus 5 steht auf dem Gelände der LVR-Klinik in Düren in Nordrhein-Westfalen.
Das Haus wurde im Jahre 1900 als Bewahrungshaus erbaut.
Der dreiflügelige Backsteinbau ist zweigeschossig erbaut. Das Gebäude hat einen dreigeschossigen Mittelrisalit mit vorgezogenem viergeschossigen Treppenhausturm. Die rote Backsteinfassade hat gelbe Backsteinziereinlagen. Die Fensterachsen sind neunzehn zu sieben aufgeteilt. Die Fassaden hat sowohl Stichbogen- als auch Rundbogenfenster. Das Stockgesims ist als Konsolenfries ausgebildet, das Traufgesims als Rundbogenfries. Das Flachdach hat einen großen Dachüberstand auf sichtbaren profilieren Balkenköpfen.
Das Bauwerk ist unter Nr. 1/001g in die Denkmalliste der Stadt Düren eingetragen.
Das Gebäude war unter anderem Drehort für das Dokudrama Fritz Lang – Der andere in uns von Gordian Maugg, welches Anfang 2016 im Kino anlief. Es wird aktuell als Ort für Sonderausstellungen zum Thema Psychiatrie und als Veranstaltungsort genutzt und soll eine zentrale Funktion als Ausstellungs- und Begegnungsstätte des im Aufbau befindlichen LVR-Projekts „Forum Psychiatrie – Dezentrale Begegnungsstätten zur Geschichte und Gegenwart der Psychiatrie im Rheinland“ einnehmen.